# Guilty
„Guilty“ je instrumentální skladba britského multiinstrumentalisty Mika Oldfielda. Byla vydána v dubnu 1979 jako jeho sedmý singl. Ten dosáhl v britské hudební hitparádě vrcholu v květnu téhož roku, kdy se vyšplhal na 22. příčku. Jedná se o Oldfieldův první singl, který byl vydán na sedmi- i na dvanáctipalcové gramofonové desce.
Instrumentální skladba „Guilty“ je disco variace na témata z Oldfieldova klasického alba Incantations.

## Seznam skladeb
7" verze
1. „Guilty“ (Oldfield) – 4:00
2. „Excerpt from Incantations“ (Oldfield/Jonson) – 4:10

12" verze
1. „Guilty“ (Oldfield) – 4:00
2. „Guilty (Long Version)“ (Oldfield) – 6:38